# 北大路通
北大路通（きたおおじどおり）は京都市の主要な東西の通りの一つ。東は白川通まで。西は南に折れ西大路通となる。川端通と烏丸通の間の区間は国道367号に指定されている。

## 概要
明治末年から大正初年の京都市三大事業に続く市区改正道路（都市計画道路）として大正年間から昭和初期にかけて整備された。洛北をつらぬく全線4車線の幹線道路となっている。
沿道には商業施設が軒を連ね、大徳寺、賀茂御祖神社（下鴨神社）といった京都有数の神社仏閣が鎮座する。烏丸通との交差点（烏丸北大路）北西には市バスの北大路バスターミナルや地下鉄烏丸線北大路駅があって京都市街北部の公共交通の拠点となっており、また、北大路駅および北大路バスターミナルの地上部にはイオンモール北大路（2022年6月に北大路ビブレから改称）等が入居する大規模商業施設「キタオオジタウン」や北大路商店街があるため、連日多くの人でにぎわう。かつては東大路通から西大路通まで京都市電北大路線が敷設されており、現在の北大路バスターミナルの位置には烏丸車庫があった。

## 沿道附近の施設
東側から。「上ル」「下ル」は交差する通りを北または南に入ることを表し、北大路通には面していない。
- 京都市立修学院中学校
- 京都市立高野中学校 - 東大路通南東角
- イズミヤ高野店 - 大原道南東角
- 左京郵便局 - 大原道北西角
- 京都バス高野営業所 - 高野橋東詰北東角
- 洛北阪急スクエア - 高野橋東詰下ル
- 高野橋（高野川）
- 京都府立洛北高等学校・附属中学校 - 下鴨本通上ル
- 賀茂御祖神社（下鴨神社） - 下鴨本通下ル
- 京都府立大学 - 下鴨中通上ル
- 京都府立植物園 - 下鴨西通上ル
- 北大路橋（賀茂川）
- 大谷大学 - 烏丸通南西角
- キタオオジタウン - 烏丸通北西角
  - 京都市営地下鉄烏丸線 - 北大路駅
  - 北大路バスターミナル
  - 京都市営バス烏丸営業所
  - イオンモール北大路（2022年6月に北大路ビブレから改称）
- 立命館小学校 - 室町通北西角
- 京都教育大学附属京都小中学校 - 新町通下ル
- 京都市北区役所 - 新町通下ル
- 京都市北区役所保健福祉センター - 油小路通下ル
- 日本聖公会京都復活教会 - 堀川通南東角
- 大徳寺 - 大徳寺通北西角（大宮通の西）
- 京都市立紫野小学校
- 京都市立紫野高等学校 - 今宮門前通上ル
- 船岡山公園 - 今宮門前通下ル
  - 船岡山城
  - 建勲神社
- 京都府立盲学校幼小中学部 - 千本通上ル
- 佛教大学 - 千本通上ル
- 京都府立盲学校高等部

## 交差する道路など
- 交差する道路などの特記がないものは市道。

| 交差する道路など 北←<北大路通>→南             | 交差する道路など 北←<北大路通>→南           | 交差する場所   | 交差する場所                  | 路線番号            |                    |
| --------------------------------------------- | ------------------------------------------- | -------------- | ----------------------------- | ------------------- | ------------------ |
| 市道182号蹴上高野線 <白川通>                  | 市道182号蹴上高野線 <白川通>                | 左京区         | 白川通北大路                  |                     | 東↑ ∧北大路通∨ ↓西 |
| 市道182号蹴上高野線 <白川通>                  | 市道182号蹴上高野線 <白川通>                | 左京区         | 白川通北大路                  | 市道182号           | 東↑ ∧北大路通∨ ↓西 |
| 琵琶湖疏水（疏水分線）                        | 琵琶湖疏水（疏水分線）                      | 左京区         | 一乗寺西橋                    |                     | 東↑ ∧北大路通∨ ↓西 |
| -                                             | ［高原通>                                   | 左京区         |                               |                     | 東↑ ∧北大路通∨ ↓西 |
| 叡山電鉄叡山本線                              | 叡山電鉄叡山本線                            | 左京区         | 茶山2号踏切                   |                     | 東↑ ∧北大路通∨ ↓西 |
| <高原通］                                     |                                             | 左京区         |                               |                     | 東↑ ∧北大路通∨ ↓西 |
| <東大路通>                                    | 市道181号京都環状線 <東大路通> 東山五条方面 | 左京区         | 高野                          |                     | 東↑ ∧北大路通∨ ↓西 |
| <東大路通>                                    | 市道181号京都環状線 <東大路通> 東山五条方面 | 左京区         | 高野                          | 市道181号           | 東↑ ∧北大路通∨ ↓西 |
| <大原道>                                      |                                             | 左京区         |                               |                     | 東↑ ∧北大路通∨ ↓西 |
| 国道367号 <川端通> 大原方面                   | <川端通>                                    | 左京区         | 高野橋東詰                    |                     | 東↑ ∧北大路通∨ ↓西 |
| 国道367号 <川端通> 大原方面                   | <川端通>                                    | 左京区         | 高野橋東詰                    | 国道367号 市道181号 | 東↑ ∧北大路通∨ ↓西 |
| 高野川                                        | 高野川                                      | 左京区         | 高野橋                        |                     | 東↑ ∧北大路通∨ ↓西 |
| <下鴨東通>                                    |                                             | 左京区         |                               |                     | 東↑ ∧北大路通∨ ↓西 |
| <松ヶ崎通>                                    |                                             | 左京区         |                               |                     | 東↑ ∧北大路通∨ ↓西 |
| 府道40号下鴨静原大原線 <下鴨本通>             | 府道32号下鴨京都停車場線 <下鴨本通>         | 左京区         | 下鴨本通北大路 （洛北高校前） |                     | 東↑ ∧北大路通∨ ↓西 |
| <下鴨中通>                                    |                                             | 左京区         |                               |                     | 東↑ ∧北大路通∨ ↓西 |
| <下鴨西通>                                    |                                             | 左京区         |                               |                     | 東↑ ∧北大路通∨ ↓西 |
| 賀茂川                                        | 賀茂川                                      | 左京区         | 北大路橋                      |                     | 東↑ ∧北大路通∨ ↓西 |
| 賀茂川                                        | 賀茂川                                      | 北区           | 北大路橋                      |                     | 東↑ ∧北大路通∨ ↓西 |
| <加茂街道>                                    | <加茂街道>                                  | 北大路橋西詰   |                               |                     | 東↑ ∧北大路通∨ ↓西 |
| <烏丸通>                                      | 国道367号 <烏丸通> 烏丸五条方面             | 烏丸北大路     |                               |                     | 東↑ ∧北大路通∨ ↓西 |
| <烏丸通>                                      | 国道367号 <烏丸通> 烏丸五条方面             | 烏丸北大路     | 市道181号                     |                     | 東↑ ∧北大路通∨ ↓西 |
| <新町通>                                      | <新町通>                                    | 北大路新町     |                               |                     | 東↑ ∧北大路通∨ ↓西 |
| 府道38号京都広河原美山線 <堀川通>             | 府道38号京都広河原美山線 <堀川通>           | 堀川北大路     |                               |                     | 東↑ ∧北大路通∨ ↓西 |
| <大宮通>                                      | <大宮通>                                    | 北大路大宮     |                               |                     | 東↑ ∧北大路通∨ ↓西 |
| <大徳寺通>                                    | <大徳寺通>                                  | 大徳寺前       |                               |                     | 東↑ ∧北大路通∨ ↓西 |
| <船岡東通>                                    |                                             |                |                               |                     | 東↑ ∧北大路通∨ ↓西 |
| <今宮門前通>                                  | <今宮門前通>                                | 今宮門前       |                               |                     | 東↑ ∧北大路通∨ ↓西 |
| 府道31号西陣杉坂線 <千本通>                   | 府道31号西陣杉坂線 <千本通>                 | 千本北大路     |                               |                     | 東↑ ∧北大路通∨ ↓西 |
| 紙屋川                                        | 紙屋川                                      | 天神川北大路橋 |                               |                     | 東↑ ∧北大路通∨ ↓西 |
| 市道181号京都環状線 <西大路通> 西大路五条方面 |                                             |                |                               |                     | 東↑ ∧北大路通∨ ↓西 |

## 交通量
2005年度（平成17年度道路交通センサスより）
平日24時間交通量（台）
- 左京区下鴨上川原町：33,483